# The Will to Death
The Will to Death is het vijfde soloalbum van Red Hot Chili Peppers-gitarist John Frusciante en het eerste deel van Record Collection, een plan om zes albums in zes maanden te maken.

## Lijst van nummers
1. "A Doubt" – 4:19
2. "An Exercise" – 3:47
3. "Time Runs Out" – 4:00
4. "Loss" – 5:20
5. "Unchanging" – 3:54
6. "The Mirror" – 3:02
7. "A Loop" – 4:32
8. "Wishing" – 2:48
9. "Far Away" – 2:17
10. "The Days Have Turned" – 2:23
11. "Helical" – 2:13
12. "The Will to Death" – 3:48